# 路麻呂
路 麻呂（みち の まろ、生没年不詳）は、奈良時代の貴族。春宮大夫・路登美の子。姓は真人。官位は従五位上・散位頭。

## 経歴
元明朝の平城京遷都の年、和銅3年（710年に押海人成・車持益らとともに従六位上から従五位下に昇叙している。その後、元正朝では散位頭になり、養老7年（723年）正月、元正天皇が中宮に御座した際に、紀清人・大伴祖父麻呂・土師豊麻呂・津守通とともに従五位上になっている。

## 官歴
『続日本紀』による。
- 時期不詳：従六位上
- 和銅3年（710年）正月13日：従五位下
- 養老5年（721年）3月25日：散位頭
- 養老7年（723年）正月10日：従五位上